# Rusia en los Juegos Paralímpicos de Atlanta 1996
Rusia estuvo representada en los Juegos Paralímpicos de Atlanta 1996 por un total de 70 deportistas, 60 hombres y 10 mujeres.

## Medallistas
El equipo paralímpico ruso obtuvo las siguientes medallas:
| Nombre | Deporte   | Evento                          |
| --- | --------- | ------------------------------- |
| Oro |           |                                 |
| Rima Batalova | Atletismo | 400 m T11 femenino              |
| Rima Batalova | Atletismo | 800 m T10-11 femenino           |
| Rima Batalova | Atletismo | 1500 m T10-11 femenino          |
| Rima Batalova | Atletismo | 3000 m T10-11 femenino          |
| Serguéi Jodakov | Atletismo | Disco F11 masculino             |
| Serguéi Sevostianov | Atletismo | Pentatlón P10 masculino         |
| Albert Bakáyev | Natación  | 50 m espalda S3 masculino       |
| Andréi Lebedinski | Tiro      | Pistola de aire SH1 masculino   |
| Andréi Lebedinski | Tiro      | Pistola deportiva SH1 mixto     |
| Plata |           |                                 |
| Tatiana Mezinova | Atletismo | Jabalina F42-44/46 femenino     |
| Olga Churkina | Atletismo | Pentatlón P10-12 femenino       |
| Serguéi Sevostianov | Atletismo | Salto de longitud F10 masculino |
| Alekséi Chemanine Marat Fatiajdinov Serguéi Jryashev Nikolái Korenkov Andréi Lozhechnikov Victor Morózov Sergui Nikachine Alekséi Silatchev Pavel Sizov G. Guerásimov | Fútbol 7  | Torneo masculino                |
| Albert Bakáyev | Natación  | 50 m libre S3 masculino         |
| Alekséi Kapoura | Natación  | 100 m mariposa S9 masculino     |
| Ajmed Gazemagomedov | Yudo      | –65 kg masculino                |
| Bronce |           |                                 |
| Elena Jdanova | Atletismo | 400 m T11 femenino              |
| Natalia Kletskova | Atletismo | Jabalina F42-44/46 femenino     |
| Ildar Pomykalov | Atletismo | 5000 m T12 masculino            |
| Serguéi Jodakov | Atletismo | Peso F11 masculino              |
| Vitali Krylov | Natación  | 100 m braza B2 masculino        |
| Vitali Krylov | Natación  | 200 m braza B2 masculino        |
| Vladímir Tchesnov | Natación  | 100 m libre B3 masculino        |
| Serguéi Bestúchev | Natación  | 100 m braza SB9 masculino       |
| Andréi Nefedov | Natación  | 200 m braza B3 masculino        |
| Andréi Lebedinski | Tiro      | Pistola libre .22 SH1 mixto     |
| Veniamin Mitchourine | Yudo      | –60 kg masculino                |